# Turn the Tide
Turn the Tide (englisch etwa für „Das Blatt wenden“ oder „Wiedergutmachen“) ist ein Lied der belgischen Vocal-Trance-Formation Sylver. Der Song ist die erste Singleauskopplung ihres Debütalbums Chances und wurde am 16. Juni 2000 veröffentlicht. In Belgien und der Niederlande erschien das Stück ursprünglich unter dem Künstlernamen Liquid featuring Silvy.

## Inhalt
Turn the Tide ist den Genres Vocal-Trance und Dance zuzuordnen und durch Synthesizer-Klänge geprägt. Silvy de Bie singt aus der Perspektive des lyrischen Ichs über eine Liebesbeziehung. Darin beschreibt sie, dass sie ihren Partner verletzt habe, doch dieser immer noch zu ihr halte und an die Liebe glaube. Wenn er ihr noch eine Chance gebe, würde sie gern alles wiedergutmachen.

“I can’t believe, I still receive

So much affection from your side

If you could give me one more chance

I’d love to turn the tide”

## Produktion
Der Song wurde von dem belgischen Musikproduzenten Sven Maes zusammen mit den Sylver-Mitgliedern Regi Penxten und Wout Van Dessel produziert, wobei die beiden letzteren auch als Autoren fungierten.

## Musikvideo
Bei dem zu Turn the Tide gedrehten Musikvideo führte Hinrich Pflug Regie. Es verzeichnet auf YouTube über elf Millionen Aufrufe (Stand März 2024). Das Video zeigt Sängerin Silvy de Bie, deren Freund im Krankenhaus liegt und von Wout Van Dessel, der einen Arzt spielt, eine Herzdruckmassage bekommt, woraufhin dessen Herz wieder schlägt. Sie singt den Song, während sie durch eine Glasscheibe bei der Wiederbelebung zusieht. Weitere Szenen zeigen die Sängerin in einem Raum mit roten Blumen. Später wäscht sie sich die Hände, zieht OP-Kleidung an und operiert ihren verletzten Freund am Herz, bevor sie ihn nach der Operation am Krankenbett küsst. Als sie geht, zieht sie jedoch versehentlich den Stecker der Maschine heraus, an die er angeschlossen ist.

## Single

### Covergestaltung
Das Singlecover zeigt im linken Teil die beiden Sylver-Mitglieder Wout Van Dessel und Silvy de Bie. Oben im Bild befinden sich der graue Schriftzug Sylver und das Logo der Band, während der Titel Turn the Tide in Weiß am unteren Bildrand steht. Der Hintergrund ist weiß bis türkis gehalten.

### Titellisten
Single
1. Turn the Tide – Radio Edit – 4:04
2. Turn the Tide – The Original Mix – 8:01

Maxi
1. Turn the Tide – Radio Edit – 4:04
2. Turn the Tide – The Original Mix – 8:01
3. Turn the Tide – Airscape Remix – 7:25
4. Turn the Tide – CJ Stone Remix – 7:36
5. Turn the Tide – Rui Da Silva Mix – 8:27

### Chartplatzierungen
Turn the Tide stieg am 2. April 2001 auf Platz acht in die deutschen Singlecharts ein und erreichte sieben Wochen später mit Rang zwei die höchste Position. Insgesamt konnte es sich 20 Wochen lang in den Top 100 halten, davon zwölf Wochen in den Top 10. Weitere Top-10-Platzierungen gelangen unter anderem in Belgien-Flandern mit Rang eins und Österreich mit Position drei. In den deutschen Single-Jahrescharts 2001 erreichte der Song Platz 15.
| ChartsChartplatzierungen     | Höchstplatzierung | Wochen |
| ---------------------------- | ----------------- | ------ |
| Deutschland (GfK)            | 2 (20 Wo.)        | 20     |
| Österreich (Ö3)              | 3 (26 Wo.)        | 26     |
| Schweiz (IFPI)               | 44 (15 Wo.)       | 15     |
| Vereinigtes Königreich (OCC) | 56 (2 Wo.)        | 2      |
| Flandern (Ultratop)          | 1 (17 Wo.)        | 17     |

| ChartsJahrescharts (2000) | Platzierung |
| ------------------------- | ----------- |
| Flandern (Ultratop)       | 7           |

| ChartsJahrescharts (2001) | Platzierung |
| ------------------------- | ----------- |
| Deutschland (GfK)         | 15          |
| Österreich (Ö3)           | 38          |

### Verkaufszahlen und Auszeichnungen
Turn the Tide erhielt im Jahr 2001 in Deutschland für mehr als 250.000 verkaufte Einheiten eine Goldene Schallplatte. Bei den deutschen Dance Music Awards im Dezember 2000 wurde es in der Kategorie Erfolgreichster Dance Hit ausgezeichnet.

| Land/Region        | Auszeichnungen für Musikverkäufe (Land/Region, Auszeichnung, Verkäufe) | Verkäufe |
| ------------------ | ---------------------------------------------------------------------- | -------- |
| Belgien (BRMA)     | Gold                                                                   | 15.000   |
| Deutschland (BVMI) | Gold                                                                   | 250.000  |
| Insgesamt          | 2× Gold ·                                                              | 265.000  |